# Dasychira aphanta
Dasychira aphanta är en fjärilsart som beskrevs av Collenette 1960. Dasychira aphanta ingår i släktet Dasychira och familjen tofsspinnare. Inga underarter finns listade i Catalogue of Life.